# Äußerer Londoner Verteidigungsring
Der Äußere Londoner Verteidigungsring (englisch Outer London Defence Ring) war eine britische, während des Zweiten Weltkrieges angelegte Verteidigungslinie.
Die als Hauptverteidigungsstellung angelegte Linie sollte den Großraum London schützen. Das Verteidigungssystem begann im Norden von London und verlief ringförmig um die Stadt, in etwa dem Verlauf der heutigen Autobahn M 25 folgend, von Watford über den Fluss Colne, nach Potters Bar, Cuffley, Nazeing, dann südlich über Epping Forest, Loughton und Chigwell. Diese Verteidigungslinie wurde gegen eine potenzielle deutsche Landung in England errichtet (Operation Seelöwe). Die Stellung bestand aus sogenannten Pillbox-Bunkern und Panzergräben. Angelegt wurde die Verteidigungsstellung unter Leitung von General Edmund Ironside ab Juni 1940. Die weit fortgeschrittenen Bauarbeiten wurden einige Wochen später durch seinen Nachfolger, General Alan Brooke, eingestellt.